# Mohammed Ziane
Mohammed Ziane (arabo:حمد زيان; Malaga, 14 febbraio 1943) è un avvocato e politico marocchino, deputato per l'Unione Costituzionale negli anni '80 fino al 1995, fondatore nel 2001 e segretario generale del Partito Liberale marocchino, ministro per i diritti umani nel secondo e terzo governo di Abdellatif  Filali tra il 1996 e 1997.
Nel febbraio 2022, a seguito di uno scontro con Abdellatif Hammouchi, stretto collaboratore del re Mohammed VI, e con il direttore della polizia marocchina e capo dell'agenzia di intelligence interna marocchina, DGST, è stato condannato a tre anni di carcere per una serie di accuse che includevano la violazione degli ordini sanitari di emergenza per la pandemia di COVID-19, accuse di molestie sessuali, diffusione di accuse contro una donna a causa del suo genere, oltre a diffondere dichiarazioni irrispettose contro Abdellatif Hammouchi personalmente e contro l'amministrazione e la magistratura dello Stato marocchino. L'esecuzione della sentenza è stata sospesa in appello, ma è stata eseguita il 21 novembre 2022, quando è stata confermata da una corte d'appello. È detenuto nel penitenziario di El Arjat a Salé.

## Biografia
Ziane nacque nel sud dell'Andalusia, figlio di un ricco mercante riffiano e di una signora spagnola, e trascorse i primi anni della sua vita a Malaga, prima di stabilirsi con il padre a Tangeri a metà degli anni '50, dove fu cresciuto dalla nonna paterna. Ziane ha dichiarato che suo nonno era il cugino di Abdelkrim al-Khattabi, e ha sottolineato la sua appartenenza alla tribù Beni Ouryaghel Rifian.
Nel 1963, Mohammed Ziane ha frequentato la scuola secondaria a Ginevra, in Svizzera. Nel 1967 si è laureato in diritto pubblico presso la Facoltà di Scienze Giuridiche di Rabat. Nel 1968-1969 ha conseguito un CES in diritto pubblico, sociologia generale e relazioni internazionali.

### Carriera come avvocato
Dal 1965 al 1968 ha lavorato come alto funzionario presso il Ministero dell'Agricoltura e poi si è dimesso. Nel 1971 era avvocato ordinario presso l'ordine degli avvocati di Rabat e divenne l'avvocato del governo marocchino durante gli "anni di piombo". Era allora noto per essere vicino ad Ahmed Reda Guedira, all'epoca consigliere del re Hassan II. Nonostante le divergenze tra lui e Driss Basri, fu una delle persone che parteciparono al suo funerale dopo il suo esilio.
Nel 2006 è diventato capo dell'Ordine degli Avvocati di Rabat.
Nel 2008 ha difeso Christophe Curutchet, cittadino francese condannato a 8 anni di carcere per traffico di droga; sarà rilasciato dopo 18 mesi di carcere. È stato anche avvocato del Centro europeo per l'intelligence strategica e la sicurezza (ESISC). Nel 2009 ha fatto condannare il settimanale Le Journal al pagamento di 250.000 euro per i danni subiti.
Nell'agosto 2014, Mohammed Ziane ha scritto una lettera aperta indirizzata al ministro della Giustizia Mustapha Ramid in cui denunciava 13 casi di corruzione. Anche se avrebbe potuto inoltrare il fascicolo all'Autorità centrale per la prevenzione (ICPC), preferì denunciare pubblicamente questi casi di corruzione spiegando che l'ICPC dipende dall'ufficio del procuratore, un organismo che è esso stesso corrotto.
Nel 2017 è stato l'avvocato di Nasser Zefzafi, il leader del movimento di protesta popolare "Hirak". Non sarà più il suo avvocato dopo aver reso pubblica la lettera di Zefzafi che attesta come Nasser non sia né un separatista né un rivoluzionario.
Nel 2018 difese Taoufik Bouachrine,  direttore del quotidiano indipendente Akhbar al-Yaoum in un processo molto controverso. Durante il processo al giornalista, diverse donne che si erano rifiutate di accusarlo di stupro sono state arrestate dalla polizia e hanno dato una dimensione completamente nuova al processo. Altre "vittime" hanno lasciato il paese affermando di essere state minacciate se non lo avessero accusato di stupro. In tribunale, ha denunciato un processo politicizzato e un abuso da parte dei servizi di sicurezza.
A seguito di questi casi, sarà oggetto di diversi procedimenti giudiziari relativi alle osservazioni fatte. L'ufficio del procuratore chiese che l'Ordine degli avvocati di Rabat lo radiasse dall'ordine degli avvocati. Ma il consiglio dell'ordine degli avvocati si rifiutò di applicare la sospensione. Poi, una decisione del tribunale costrinse l'ordine degli avvocati a sospenderlo temporaneamente dall'attività di avvocato.

### Carriera politica
Nel 1985 e nel 1986 è stato presidente della commissione per la legislazione e la funzione pubblica. Dal 1985 al 1996 è stato membro del consiglio comunale di Rabat e dal 1985 al 1997 è stato anche membro del parlamento di Rabat (1a circoscrizione).
Dal 1991 al 1997 ha fatto parte del Consiglio consultivo per i diritti umani. Dal marzo 1995 al febbraio 1996 è stato Ministro delegato per i diritti umani. Si dimise da ministro nel 1996 in seguito ai suoi disaccordi con la politica di consolidamento del governo Sarà il primo ministro marocchino ad annunciare le sue dimissioni in diretta al telegiornale di un canale televisivo.
Mohammed Ziane è stato anche membro dell'ufficio politico dell'Unione Costituzionale (da cui si è dimesso), fondatore della pubblicazione Al Hayat Al Yaoumiya e il coordinatore nazionale del Partito Liberale Marocchino.
Col passare degli anni Ziane è stato sempre più un critico esplicito del governo marocchino negli ultimi anni e un collaboratore regolare del dibattito pubblico sull'attualità nei media, poiché ha sposato molte questioni calde come l'omicidio del pescivendolo Mohcine Fikri, schiantato dal camion della spazzatura municipale, e l'arresto dell'attivista Nasser Zefzafi. Alcuni lo hanno criticato per essere caduto nel populismo.

#### Opposizione politica
Ha ripetutamente criticato pubblicamente gli abusi dei servizi segreti.
Il sito web di Chouf TV ha pubblicato un video che mostra "un uomo con la schiena nuda e una donna che la pulisce" e ha affermato che si trattava di un video di "Me Ziane in compagnia di una prostituta in un bordello". Una violenta reazione dell'opinione pubblica contro questa diffusione ha portato la polizia giudiziaria a presumere che si trattasse di una stanza d'albergo, la Dawliz, e che le persone visibili fossero il signor Ziane e il suo cliente, Ouahiba Khourchich, che ha accusato il capo della polizia di El Jadida di molestie sessuali. Ziane e il suo cliente pubblicheranno una perizia dell'NCAVF [archivio] in cui si afferma che si tratta di una montatura e interrogheranno l'opinione pubblica sul perché il sito web di Chouf TV non sia stato perseguito dal pubblico ministero per questa "falsa pubblicazione".
Nel febbraio 2022 è stato perseguito dal Ministero dell'Interno per 11 capi d'accusa, tra cui adulterio, oltraggio alla corte, immigrazione clandestina. Mohammed Ziane è stato condannato a tre anni di carcere e a una multa di 5000 dirham. Nel novembre 2022 è stato arrestato da diversi agenti di polizia e detenuto. L'arresto è avvenuto dopo aver rilasciato un'intervista al quotidiano spagnolo El Independiente. In questa intervista, ha criticato apertamente le prolungate assenze del re del Marocco, Mohammed VI, e ha proposto al monarca, se non fosse stato più in grado di guidare il paese, di abdicare in favore del figlio Moulay el-Hassan. Nel febbraio 2024, Mohamed Ziane ha iniziato uno sciopero della fame per chiedere la sua liberazione.

### Vita privata
In diverse interviste Ziane ha rivelato di essersi sposato diverse volte e di aver avuto 7 figli maschi, oltre ad averne adottati altri 8 dalle sue varie altre unioni. Una delle sue ex mogli è la figlia del consigliere senior di Hassan II, Ahmed Reda Guedira.